# Готський альманах
Го́тський альмана́х (Almanach de Gotha) — найавторитетніший довідник з генеалогії європейської аристократії, який виходив щорічно німецькою та французькою мовами в 1763 — 1944 роках в місті Гота (герцогство Саксен-Кобург-Гота). 

## Історія
Вперше "Готський Альманах" був опублікований 1763 року, як генеалогічний календар-довідник видавцем Йоганом Християном Дітерихом у місті Готі в князівстві Тюрингії, Німеччина.
Він розвинувся з альманаху, що був виданий Вільгельмом фон Ротбергом, головою палати при дворі князя Саксен-Гота-Альтенбурга Фридриха III. 
В ньому розміщувалась інформація про європейські монархічні династичні будинки, генеалогію князів, вищої шляхти, статистична та дипломатична інформація про країни.
У виданні "Almanach de Gotha: annuaire généalogique, diplomatique et statistique. 1776", серед іншого, подана інформація про князів Радзивілів, Чарторийських, Корибутів, Сангушків, Святополк-Четвертинських та інших, а також про Станіслава Понятовського (короля Речі Посполитої, якого окремо титуловано старостою Перемишльським та Волинським).
З 1780-х рр. виданням "Готського календаря" став займатись Карл Вільгельм Еттінгер.  
Дуже швидко ця книга стала авторитетною енциклопедією з класифікації монархій та їхніх юридичних питаннях правлячих та колишніх династії, князівських та шляхетних родин, а також генеалогічних, біографічних та титулярних деталях найвищої аристократії в Європі. 
З 1785 року Альманах почав виходити щорічно у видавництві Юстуса Пертеса. 
При цьому, хоча К.В. Еттінгер передав в оренду свої права на публікацію календаря Юстусу Пертесу, але тільки з 1816 р. йому було дозволено видавати Альманах від свого імені. 
Головним редактором та упорядником Альманаху став богослов та науковець Емануїл Крістоф Клупфель. 
Він також друкував довідкову статистику щодо голів держав, членів дипломатичного корпусу, політичну й економічну інформацію. Найґрунтовніші Альманахи мали понад 1200 сторінок. Видавався французькою та німецькою мовами.
В більшості Альманахів всього ХІХ - поч. ХХ ст. можна знайти цікаву інформацію про українську шляхту, яка в той час перебувала у складі Австро-Угорської та Російської імперії. 
Генеалогії князів  Любомирських, Радзивідів, Сангушко-Любартовичів, Сапіг, Чарторийських, Тарновських, Потоцьких, Грабовських та інших, 
а також інформація про статистичні данні (населення, територія, економіка) Києва, Львова, Харкова, Полтави й інших міст України зустрічаються в багатьох випусках "Almanach de Gotha".
В "Готському Альманаху" 1919 року видання подано детальну статистичну інформацію про Українську Державу часів правління Гетьмана всієї України Павла Скоропадського. 
В часописі сказано, що Україна це "конституційна монархія на базі республіки".
"Автономія від Росії проголошена 20 листопада 1917 р.",
а 29 квітня 1918 р. у Києві генерала Павла Скоропадського було обрано Гетьманом всієї України.
До переліку міст Української Держави часів гетьмана Павла Скоропадського  (1918 р.) входять: 
Холм,  Курськ,  Ростов-на-Дону,  Таганрог,  Брест-Литовський,  Нахічевань, Новочеркаськ, Тираспіль.
Альманах видавався до 1944 року й виходив у форматі «Генеалогічного календаря-довідника».
Коли радянські війська увійшли до міста Готи в 1945 році, вони знищили всі архіви "Альманаха де Гота". Після цього місто Гота до 1990 року перебувало в складі Німецької демократичної республіки. Альманах не видавався.

## Джерело
- www.gotha1763.com [Архівовано 16 січня 2013 у Wayback Machine.] офіційний сайт Готського альманаху
- Опис Української Держави в "Almanach de Gotha", 1919 р [Архівовано 1 жовтня 2020 у Wayback Machine.]
- History of the Almanach de Gotha [Архівовано 3 липня 2020 у Wayback Machine.]